# Тодор Ненов (икономист)
Тодор Иванов Ненов е български комунист, интербригадист, икономист, политически офицер, генерал-майор.

## Биография
Роден е на 1 май 1898 г. в село Рашково, Орханийско. От 1921 г. е член на БКП. От 1919 до 1921 г. работи като земеделец при родителите си. Между 1921 и 1923 г. е основен учител в родното си село. От 1923 г. до 1925 г. отново е земеделец и касиер на селската кооперация. От март до юли 1925 г. е в чета, след което емигрира в Югославия. От там през октомври заминава са СССР. В периода октомври 1925 – 1929 г. учи в Академията за комунистическо възпитание. Между 1929 и 1932 г. е завеждащ учебната част на съветската партийна школа в гр. Орел. От 1932 до 1933 г. е преподавател в Педагогическия институт в същия град. Между 1933 и 1936 г. учи в Института за червена професура световно стопанство и международна политика и се дипломира като икономист. В периода 1936 – 1939 г. е интербригадист в Испания. От 1939 до 1941 г. е старши сътрудник в Института „Световно стопанство и международна политика“. В периода 1941 – 1947 г. е редактор и отговорен редактор във Всесъюзния радиокомитет. 
Завръща се в България през 1947 г. и е назначен за поддиректор на Дирекция „Финансово-административна“ на БДЖ. До ноември 1950 г. е завеждащ отдел „Кадри“ при ЦК на БКП, а след това завеждащ административния отдел на ЦК на БКП. На 16 април 1951 г. е приет на действителна военна служба като началник на Главното политическо управление на българската армия, той и заместник-министър на народната отбрана и му е присвоено звание генерал-майор. От 1951 г. е и член на Главния военен съвет. Остава началник на главното политическо управление до февруари 1952. В периода 1952 – 1957 г. е ректор на Висшия икономически институт „Карл Маркс“. По-късно е секретар на Окръжния комитет на БКП в Русе, отговарящ за селскостопанските въпроси и генерален директор на ДСО „Сортови семена“.